# Cordylus
Cordylus Laurenti, 1768 è un genere di sauri della famiglia Cordylidae, diffuso nell'Africa subsahariana.

## Biologia
Il genere comprende scesce con abitudini diurne, sia arboricole che rupicole.
Tutte le specie sono ovovivipare.

## Distribuzione e habitat
Le specie di questo genere sono diffuse in Africa australe, Africa centrale e Africa orientale.

## Tassonomia
Il genere comprende le seguenti specie:
- Cordylus angolensis (Bocage, 1895)
- Cordylus aridus Mouton & van Wyk, 1994
- Cordylus beraduccii Broadley & Branch, 2002
- Cordylus cloetei Mouton & van Wyk, 1994
- Cordylus cordylus (Linnaeus, 1758)
- Cordylus imkeae Mouton & van Wyk, 1994
- Cordylus jonesii (Boulenger, 1891)
- Cordylus machadoi Laurent, 1964
- Cordylus macropholis (Boulenger, 1910)
- Cordylus marunguensis Greenbaum, Stanley, Kusamba, Moninga, Goldberg & Bursey, 2012
- Cordylus mclachlani Mouton, 1986
- Cordylus meculae Branch, Rödel & Marais, 2005
- Cordylus minor Fitzsimons, 1943
- Cordylus namakuiyus Stanley, Ceríaco, Bandeira, Valerio, Bates & Branch, 2016
- Cordylus niger Cuvier, 1829
- Cordylus nyikae Broadley & Mouton, 2000
- Cordylus oelofseni Mouton & van Wyk, 1990
- Cordylus rhodesianus (Hewitt, 1933)
- Cordylus rivae (Boulenger, 1896)
- Cordylus tropidosternum (Cope, 1869)
- Cordylus ukingensis (Loveridge, 1932)
- Cordylus vittifer (Reichenow, 1887)